# إيريك كريبك
إيريك كريبك (بالإنجليزية: Eric Kripke) ولد في 24 أبريل 1974  بتوليدو أوهايو، وهو كاتب ومخرج ومنتج تلفزيوني.
عقب تخرجه من مدرسة سيلفانيا عام 1992 حاول برفقة اصدقائه إخراج بعد الأفلام القصيرة وبعد انتهائه من الدراسة بكلية الحقوق بجامعة كاليفورنيا للفنون السينمائية عام 1996 انضم إلى فصل جاما ايا بي وكان من أشهر المسسلسلات التي أخرجها المسلسل التلفزيوني (طرزان) عام 2003.

## روابط خارجية
- إيريك كريبك على موقع IMDb (الإنجليزية)
- إيريك كريبك على موقع روتن توميتوز (الإنجليزية)
- إيريك كريبك على موقع ألو سيني (الفرنسية)
- إيريك كريبك على موقع أول موفي (الإنجليزية)
- إيريك كريبك على موقع قاعدة بيانات الفيلم (الإنجليزية)
- إيريك كريبك على موقع كينوبويسك (الروسية)